# Methode van de onbepaalde coëfficiënten
De methode van de onbepaalde coëfficiënten is een methode om een particuliere oplossing te vinden van een lineaire differentiaalvergelijking. De methode is minder breed toepasbaar dan de methode van de variatie van parameters, maar vereist minder rekenwerk.
De algemene oplossing van een lineaire differentiaalvergelijking bestaat uit de algemene oplossing van de homogene vergelijking, plus een willekeurige oplossing van de volledige vergelijking, een zogenaamde particuliere oplossing. 

## Toepasbaarheid en gebruik
Deze methode voor het vinden van een particuliere oplossing van een lineaire differentiaalvergelijking met constante coëfficiënten kan enkel worden toegepast indien het rechterlid van de differentiaalvergelijking bestaat uit functies waarvan de afgeleiden van een gelijke soort functie zijn als de functie zelf. Dit is enkel het geval voor:
- Veeltermen: elke afgeleide van een veelterm is steeds weer een veelterm, hoeveel keer men ook differentieert.
- sinussen en cosinussen: alle afgeleiden van {\displaystyle \sin(kx)} en {\displaystyle \cos(kx)} zijn weer veelvouden van een van deze twee.
- Exponentiële functies: elke afgeleide van een exponentiële functie is een veelvoud van dezelfde exponentiële functie.
- sinus hyperbolicus en cosinus hyperbolicus: deze beide zijn eigenlijk lineaire combinaties van de reeds vermelde exponentiële functies.

De methode bestaat eruit alle mogelijke vormen van de functies van het rechterlid en al hun afgeleiden in een willekeurige lineaire combinatie op te nemen. Dit is dan de vooropgestelde particuliere oplossing. De coëfficiënten van de lineaire combinatie worden gevonden door deze vooropgestelde particuliere oplossing in de differentiaalvergelijking te plaatsen, en de termen te groeperen per soort functie. Dit resulteert in een lineair stelsel dat kan worden opgelost.

## Voorbeelden van vooropgestelde particuliere oplossingen

### Voorbeeld 1
Neem als rechterlid:
{\displaystyle f(x)=\sin(3x)}
De termen in dit rechterlid en zijn mogelijke afgeleiden zijn alle veelvouden van:
{\displaystyle \sin(3x)} en {\displaystyle \cos(3x)}
De vooropgestelde particuliere oplossing is dus:
{\displaystyle y_{\text{P}}(x)=A\sin(3x)+B\cos(3x)}

### Voorbeeld 2
Neem als rechterlid:
{\displaystyle f(x)=x\sin(3x)}
De termen in dit rechterlid en zijn mogelijke afgeleiden zijn alle veelvouden van:
{\displaystyle x\sin(3x),\quad x\cos(3x),\quad \sin(3x),\quad \cos(3x)}
De vooropgestelde particuliere oplossing is dus:
{\displaystyle y_{\text{P}}(x)=A\,x\sin(3x)+B\,x\cos(3x)+C\sin(3x)+D\cos(3x)}

### Voorbeeld 3
Neem als rechterlid:
{\displaystyle f(x)=x^{2}e^{-2x}}
De termen in dit rechterlid en zijn mogelijke afgeleiden zijn alle veelvouden van:
{\displaystyle x^{2}e^{-2x},\quad x\,e^{-2x},\quad e^{-2x}}
De vooropgestelde particuliere oplossing is dus:
{\displaystyle y_{\text{P}}(x)=A\,x^{2}e^{-2x}+B\,x\,e^{-2x}+C\,e^{-2x}}

## Volledig voorbeeld
De differentiaalvergelijking:
{\displaystyle y''+4y'+3y=52\sin(2x)}
heeft als algemene oplossing van de homogene vergelijking:
{\displaystyle y_{\text{H}}(x)=C_{1}e^{-x}+C_{2}e^{-3x}}
De vooropgestelde particuliere oplossing is, gezien de vorm van het rechterlid:
{\displaystyle y_{\text{P}}(x)=A\sin(2x)+B\cos(2x)},
waarbij A en B nog bepaald moeten worden. Door deze particuliere oplossing in te vullen in de differentiaalvergelijking, en de termen te groeperen vindt men:
{\displaystyle (-A-8B)\sin(2x)+(8A-B)\cos(2x)=52\sin(2x)+0\cos(2x)}
Door gelijkstellen van de coëfficiënten links en rechts krijgt men een tweetal vergelijkingen in A en B:
{\displaystyle A+8B=-52}
{\displaystyle 8A-B=0}
Met als oplossing:
{\displaystyle A=-4/5} en {\displaystyle B=-32/5}
De gevraagde particuliere oplossing is bijgevolg:
{\displaystyle y_{\text{P}}(x)=-{\tfrac {4}{5}}\sin(2x)-{\tfrac {32}{5}}\cos(2x)}

## Belangrijke opmerking
Bij het vooropstellen van de vorm van de particuliere oplossing als een lineaire combinaties kan het zijn dat een of meer functies uit de particuliere oplossing reeds aanwezig zijn in de algemene homogene oplossing. In dat geval moeten dergelijke bijdragen in de vooropgestelde particuliere oplossing met een zo laag mogelijk macht van {\displaystyle x} worden vermenigvuldigd tot de vorm niet meer voorkomt in de homogene oplossing.

### Voorbeeld 1
De differentiaalvergelijking
{\displaystyle y''+4y'+3y=52\,e^{-3x}}
heeft als algemene oplossing van de homogene vergelijking:
{\displaystyle y_{\text{H}}(x)=C_{1}e^{-x}+C_{2}e^{-3x}}
De vooropgestelde particuliere oplossing is, gezien de vorm van het rechterlid:
{\displaystyle y_{\text{P}}(x)=A\,e^{-3x}}
Deze e-macht komt reeds voor in de homogene oplossing. De vooropgestelde particuliere oplossing wordt daarom genomen als:
{\displaystyle y_{\text{P}}(x)=A\,x\,e^{-3x}}

### Voorbeeld 2
De differentiaalvergelijking
{\displaystyle y''+4y=8\sin(2x)+e^{-5x}}
heeft als algemene oplossing van de homogene vergelijking:
{\displaystyle y_{\text{H}}(x)=C_{1}\sin(2x)+C_{2}\cos(2x)}
De vooropgestelde particuliere oplossing is, gezien de vorm van het rechterlid:
{\displaystyle y_{\text{P}}(x)=A\sin(2x)+B\cos(2x)+C\,e^{-5x}}
De eerste twee bijdragen komen reeds voor in de homogene oplossing. Deze worden daarom vermenigvuldigd met {\displaystyle x} zodat de vooropgestelde particuliere oplossing wordt:
{\displaystyle y_{\text{P}}(x)=A\,x\sin(2x)+B\,x\cos(2x)+C\,e^{-5x}}